# IC 2060
IC 2060 је елиптична галаксија у сазвјежђу Мрежица која се налази на листи објеката дубоког неба у Индекс каталогу.
Деклинација објекта је - 56° 36' 58" а ректасцензија 4h 17m 53,5s. Привидна величина (магнитуда) објекта IC 2060 износи 13,3 а фотографска магнитуда 14,3. IC 2060 је још познат и под ознакама ESO 157-19, PGC 14823.